# Афи
Афи (итал. Affi) је насеље у Италији у округу Верона, региону Венето.
Према процени из 2011. у насељу је живело 1733 становника. Насеље се налази на надморској висини од 193 м.

## Становништво
Према резултатима пописа становништва 2011. у општини је живело 2.297 становника.
| 1931. | 1936. | 1951. | 1961. | 1971. | 1981. | 1991. | 2001. | 2011. |
| ----- | ----- | ----- | ----- | ----- | ----- | ----- | ----- | ----- |
| 1.164 | 1.121 | 1.172 | 1.120 | 1.091 | 1.158 | 1.454 | 1.942 | 2.297 |